# 베르누이의 부등식

베르누이의 부등식을 나타내는 그림, (빨강) 와 (파랑)의 그래프이다. 이다.

베르누이의 부등식(Bernoulli's inequality)은 실수해석학에서 다루는 부등식으로 (1 + x)n을 근사하는 식이다.

## 베르누이의 부등식
모든 정수 r ≥ 0 과 모든 실수 x > −1 에 대해
{\displaystyle (1+x)^{r}\geq 1+rx\!}
이 성립한다. 만약 지수 r이 짝수이면, 위 부등식은 모든 실수 x에 대해 성립한다. 좀 더 강한 형태의 부등식으로 모든 정수 r ≥ 2 과 모든 실수 x > −1 , x ≠ 0 에 대해
{\displaystyle (1+x)^{r}>1+rx\!}
인 부등식도 있다.
베르누이의 부등식은 다른 부등식의 증명 과정중 어려운 부분이 있을 때 자주 쓰이는 부등식이다. 이 부등식은 아래와 같이 수학적 귀납법을 사용하면 증명할 수 있다.

## 부등식의 증명
r = 0인 경우는 (1+x)0 ≧ 1+0x 이므로 1 ≧ 1 이 되어 참이 된다.
이제 위 부등식이 r = k일 때 참이라고 가정하자.
{\displaystyle (1+x)^{k}\geq 1+kx.}
식을 약간 변형하면,
{\displaystyle (1+x)(1+x)^{k}\geq (1+x)(1+kx)} (가정에 의해 1+x > 0 이므로)
{\displaystyle {\begin{matrix}&\iff &(1+x)^{k+1}\geq 1+kx+x+kx^{2}\\&\iff &(1+x)^{k+1}\geq 1+(k+1)x+kx^{2}\end{matrix}}.}
이다. 그런데, {\displaystyle kx^{2}\geq 0} 이니까 {\displaystyle 1+(k+1)x+kx^{2}\geq 1+(k+1)x} 이므로, {\displaystyle (1+x)^{k+1}\geq 1+(k+1)x}이다. 따라서 r = k+1 일 때도 식이 성립한다.
따라서, 수학적 귀납법에 의해 위 부등식은 모든 r ≧ 0에 대해 참이 된다.

## 일반화
지수 r 은 정수 뿐만 아니라 모든 임의의 x > −1을 만족하는 실수로 일반화 될 수 있다. 그러면, 임의의 실수 r ≤ 0 또는 r ≥ 1에 대해
{\displaystyle (1+x)^{r}\geq 1+rx\!}
이 성립하고 0 ≤ r ≤ 1 에 대해
{\displaystyle (1+x)^{r}\leq 1+rx\!}
이 성립한다. 이 일반화는 미분을 비교하면 증명할 수 있다. 그리고 좀 더 강한 형태의 부등식은 x ≠ 0 와 r ≠ 0, 1을 만족할 때 얻을 수 있다.

## 관련된 부등식
아래의 부등식은 1+x의 r승을 베르누이의 부등식과 반대쪽 방향에서 근사하는 부등식이다. 아무 실수 x, r > 0 에 대해
{\displaystyle (1+x)^{r}\leq e^{rx},\!}
이 성립한다. 여기서 e = 2.718...이다. 이 부등식은 부등식 (1 + 1/k)k < e 을 사용하면 증명할 수 있다.